# Muhammad Naguib
Muhammad Naguib (Jartum, Sudán Anglo-Egipcio, 20 de febrero de 1901-El Cairo, 29 de agosto de 1984) fue un militar y político egipcio. Fue el primer presidente de Egipto, desde la abolición de la monarquía el 18 de junio de 1953, hasta su derrocamiento por parte de Gamal Abdel Nasser el 14 de noviembre de 1954.

## Biografía

### Primeros años

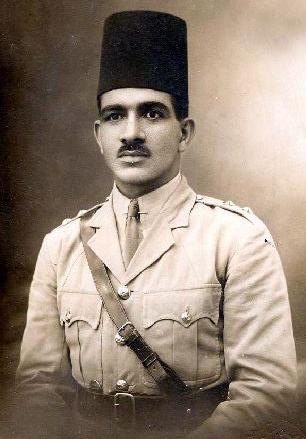
Naguib hacia 1915.

Naguib nació en Jartum, Sudán, por entonces oficialmente un dominio del Reino de Egipto. Era el mayor de nueve hermanos, fruto del matrimonio de un egipcio, Youssef Naguib, y una dama egipcia (de la ciudad El Mahala El Kobra), Zohra Ahmed Osman. Provenía de una larga estirpe de oficiales militares, y su padre servía en el ejército egipcio en Sudán. 
Transcurrió sus años de formación en Sudán, donde, cuando niño, avestruces y monos fueron sus compañeros de juego en una casa decorada con trofeos de caza como colmillos de elefante, alfombras de piel de tigre y rinoceronte y cabezas de gacela en la pared. Su juego favorito, sin embargo, era jugar a los soldados con su hermano menor, Ali. Habiendo construido una fortaleza de juguete en el frente del jardín, Naguib pasaba horas conquistando palmos de tierra con sus soldados de juguete. 
No obstante, el padre de Naguib no quiso que sus hijos siguieran sus pasos, ya que creía, por su propia experiencia como oficial en el ejército egipcio, que las Fuerzas Armadas en aquel momento eran poco más que un grupo de auxiliares aguardando las órdenes de los británicos. Creía que Naguib podría servir mejor a Egipto en la vida civil, e incluso hizo que Ibrahim Urabi, hijo del revolucionario de 1882 Ahmed Urabi, hablara con Naguib y le advirtiera que uniéndose a los militares sólo se convertiría en "un supervisor al servicio de los británicos".
Como resultado, Naguib primero estudió para ser traductor, y más tarde obtuvo un título en Derecho, un Máster en ciencia política y otro en Derecho Civil. Nunca completó su doctorado por su carrera en el ejército, emprendida a pesar de los deseos de su padre, por los cuales había empezado por descartarla. Sin embargo, empleó ese tiempo para pulir sus aptitudes lingüísticas, aprendiendo inglés, francés, italiano y alemán. También comenzó en los años cincuenta a estudiar hebreo, y poco después de la Revolución ordenó que el hebreo fuera enseñado en el Colegio Militar y en las Universidades de Alejandría, comprendiendo que el ejército egipcio había quedado en inferioridad de condiciones durante la guerra árabe-israelí de 1948 por el hecho de que muy pocos soldados podían interpretar las comunicaciones israelíes. 
Durante sus estudios en Jartum, Naguib fue a menudo censurado y a veces hasta azotado por sus tutores británicos por criticar la ocupación británica de Egipto y Sudán. En aquel tiempo, Naguib escogió a Napoleón como su modelo, decidiendo incluso dormir en el suelo en lugar de en una cama para imitar al gran general francés. Pronto, empero, Napoleón fue reemplazado en el afecto de Naguib por Mustafá Kemal, el fundador del Partido Nacionalista Turco, y luego encontró otro héroe en Saad Zaghloul. Algunos años después de ser expulsado del poder, Naguib se convirtió, en cierta medida, en admirador de Gandhi.
Tras la muerte de su padre en 1916, la familia se mudó a El Cairo, mientras Naguib y Ali terminaban sus estudios en Sudán.

### Carrera militar
Naguib trabajó como guardián en El Cairo, pero en 1924 fue desplazado a causa de su asociación política, estimada inaceptable por las autoridades. Se casó en 1927, prosiguiendo sus estudios de Derecho mientras continuaba la carrera en el ejército. Para 1931, estaba pronto para renunciar al mismo, pero como resultado de un inesperado ascenso decidió tornar una vez más su atención hacia su carrera militar.
En 1934, se volvió a casar y fue transferido a la Guardia Costera, donde fue destinado a capturar contrabandistas en el desierto del Sinaí, mezclándose con los beduinos y ayudándolos a tratar sus problemas de salud.
En 1940, fue promovido nuevamente. Sin embargo, a pesar de las relaciones generalmente favorables entre Naguib y el rey Faruq, aquel rechazó besar la mano del monarca. Un rápido apretón de manos fue lo máximo que Naguib pudo ofrecerle.
Cualquier ilusión que Naguib pudiera tener sobre la naturaleza del régimen de Faruq se evaporó el 4 de febrero de 1942, tras un acuerdo en el Palacio Abdin entre los británicos y el rey. En protesta por las concesiones de Faruq hacia los primeros, permitiéndoles escoger al primer ministro, Naguib presentó su renuncia, diciendo que "desde que el ejército no está llamado a defender a Su Majestad, estoy avergonzado de vestir este uniforme y pido su permiso para renunciar". En dicha ocasión, Faruq rechazó la renuncia; Naguib intentó nuevamente renunciar en 1951, cuando Hussein Serri Amer, generalmente considerado como corrupto, recibió el mando de la Guardia Costera. Nuevamente, la renuncia fue rechazada.
Mientras tanto, Naguib continuó escalando la jerarquía militar, sirviendo en Palestina durante la guerra árabe-israelí de 1948. Mientras se encontraba en servicio activo allí, Naguib dedicaba 30 minutos cada mañana para leer el Corán, un hábito adoptado en su niñez, para reforzar su determinación en tiempos de adversidad.

## Carrera política

### Movimiento de Oficiales Libres

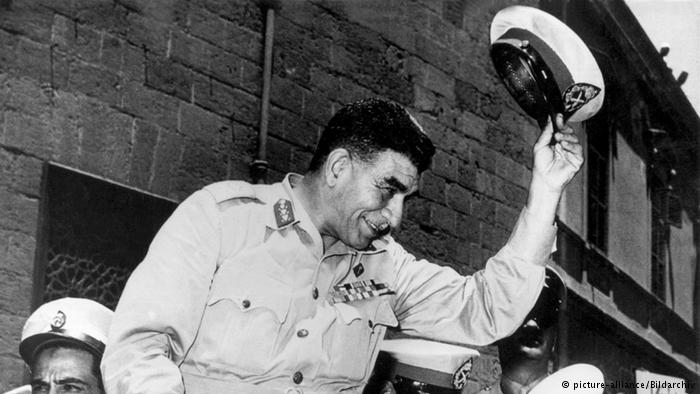
Naguib durante la revolución, el 23 de julio.

En 1949, Naguib se adhirió secretamente al Movimiento de Oficiales Libres, y un año más tarde fue promovido a general de división. El general es considerado uno de los pocos héroes de Egipto en la guerra árabe-israelí de 1948, y disfrutó de un amplio respeto en el país. Los Oficiales Libres, dirigidos por el coronel Gamal Abdel Nasser, eran jóvenes miembros de las Fuerzas Armadas, todos menores de treinta y cinco años y todos de origen campesino o de clase media baja. La meta de Nasser era quitarle el poder en Egipto al rey Faruq I, dominado por los británicos, pero estaba preocupado porque él y sus seguidores pudieran no ser tomados seriamente; con esto en la mente, reclutó al general Naguib para servir como una útil figura decorativa. 
A pesar de su desaprobación hacia sus compañeros jefes militares, Naguib permaneció en el ejército, en orden a que los Oficiales Libres no perdieran su oficial de más alto rango y miembro más influyente, aunque muchos hoy alegan que su posición en la cima era simplemente la de un líder nominal del movimiento revolucionario, para dar credibilidad al grupo.
Finalmente, el 6 de enero de 1952, Naguib ganó las elecciones en el Club de Oficiales del Ejército, lo que era casi un paso revolucionario en sí mismo, desde que ordinariamente los elegidos por el rey ocupaban los puestos ejecutivos en el Club. Sin embargo, el aumento de la influencia de los Oficiales Libres en el ejército, junto a la reputación de Naguib, desembocó en la derrota de los designados por el rey, y Naguib obtuvo una arrolladora victoria.
Faruq estaba contemplando relevar a Naguib de su puesto cuando Egipto entró en la confusión tras los incendios del 26 de enero en El Cairo. Mientras tanto, el lazo comenzaba a estrecharse en torno a los Oficiales Libres y se realizaban investigaciones para descubrir disidentes en el ejército. El comité ejecutivo del Club de Oficiales fue disuelto, y los Oficiales Libres, adelantando en tres años sus planes para una revolución, tomaron el poder en julio de 1952.

### Revolución de 1952
En el golpe de Estado del 23 de julio de 1952, los Oficiales Libres forzaron al rey Faruq a abdicar en favor de su hijo de seis meses, el nuevo rey Fuad II. Naguib fue designado, primero como comandante en jefe del Ejército, buscando mantener a las Fuerzas Armadas firmemente detrás del golpe de los jóvenes oficiales. En septiembre, fue nombrado primer ministro de Egipto y miembro del Consejo de Regencia Real, con Nasser actuando en segundo plano como Ministro del Interior.
Tras el golpe de Estado del 23 de julio, Naguib estaba en la vanguardia del movimiento de Oficiales Libres, dándole legitimidad a los ojos del pueblo, el ejército, los políticos y las potencias extranjeras. Dentro de las 24 horas del golpe, el recién formado Consejo de Gobierno de la Revolución declaró que su movimiento era pacífico y que Naguib era su líder. Naguib era un nombre familiar en esa época, a diferencia del de otros Oficiales Libres, que eran demasiado jóvenes y con demasiado poco rango militar como para haber adquirido renombre por sí mismos.
El 24 de julio, Naguib se reunió con el ex primer ministro Ali Maher para pedirle que formara un gobierno y comunicara las demandas de los revolucionarios al rey, que en aquel momento estaba en Alejandría. El 25, Naguib condujo a un grupo de miembros del Consejo hasta Alejandría para supervisar la expulsión del rey, estando el Consejo a esa altura dividido sobre cuál debería ser el destino de Faruq. Algunos querían someterlo a juicio, mientras que otros buscaban que abdicara y fuera enviado al exilio. Naguib y Nasser apoyaban el exilio, y tras una votación, se acordó que el antiguo rey debía ser exiliado. 
Así, el 26 de julio, Naguib llegó a despedirse del depuesto monarca, llegando tarde y alcanzando a Faruq en bote, pocos minutos después de que éste hubiera zarpado. Tras un incómodo silencio en la cubierta del yate real El-Mahrousa, Naguib recordó a Faruq que hasta el acuerdo de 1942 con los británicos el ejército había sido leal a la monarquía, pero que las cosas habían cambiado desde entonces. Naguib dijo: "Señor, fuimos forzados a hacer lo que hicimos", a lo que Faruq respondió: "Sí, lo sé. Vuestra misión es difícil. Como sabéis, gobernar Egipto no es una tarea fácil". Al dejar el buque, Naguib sintió piedad por Faruq porque sabía que fracasaría en el exilio, como lo había hecho como rey. "No puedo sentir alegría por su derrota", diría más tarde Naguib.
Tras la revolución los Oficiales Libres destituyeron al rey Faruq y lo reemplazaron por su hijo Fuad II, con un consejo civil de regencia y gobierno. No obstante, cuando más tarde se decidió abolir la monarquía y establecer la república, el gobierno de Ali Maher renunció el 17 de septiembre de 1952 y Naguib nombrado primer ministro.

## Presidente

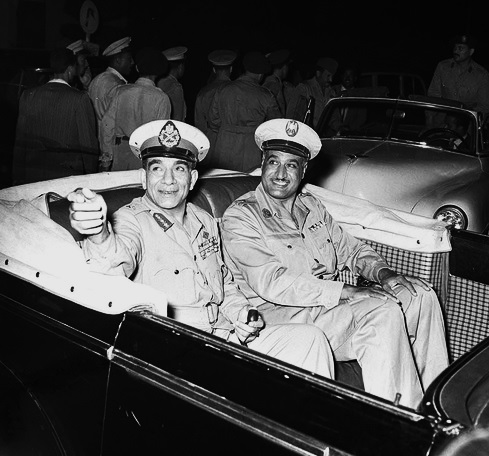
Naguib junto a Nasser en julio de 1954, durante las celebraciones del segundo aniversario de la Revolución.

Cuando se declaró la República el 18 de junio de 1953, Naguib fue elegido su primer Presidente. En ese momento, Naguib se había convertido simultáneamente en presidente, primer ministro y jefe del consejo de regencia, y conformaba un gobierno mayoritariamente compuesto por oficiales militares. Nasser se transformó en segundo primer ministro, y se hizo evidente que tenía una fuerte incidencia en asuntos internos. A pesar de ello, Naguib siguió siendo el más antiguo oficial en el gobierno y el líder nacional del país y el consejo de regencia, aun cuando la lucha por el poder se avecinaba. 
Naguib comenzó a entrar en conflicto con otros miembros del consejo acerca de cómo debían ser implementadas las metas de la Revolución. Quería reducir paulatinamente la influencia política de los militares y retornar al país al régimen civil, considerando que el rol de los militares no era el de gobernar el país, sino más bien el de proteger a quienes estuvieran en el poder. El ejército, pensaba, puede interferir para cambiar un régimen corrupto, pero luego de ello debería retirarse.
Como Naguib escribió después en su biografía, "a la edad de 36 años, Nasser sentía que podíamos ignorar a la opinión pública egipcia hasta que alcanzásemos nuestros objetivos, pero con la cautela de los 53 años de edad, yo entendía que necesitábamos obtener apoyo de base para nuestras políticas, aun si ello significaba posponer algunas de nuestras metas. Yo difería con los jóvenes oficiales acerca de los medios por los que alcanzar nuestros fines, nunca acerca de los principios".
Nasser, por el contrario, pensaba que cualquier atisbo de democracia, o de sistema multipartidista, o de retirada del ejército en favor de los políticos, podría permitir al Wafd, los Hermanos Musulmanes y los otros partidos políticos recuperar el terreno perdido en 1952.

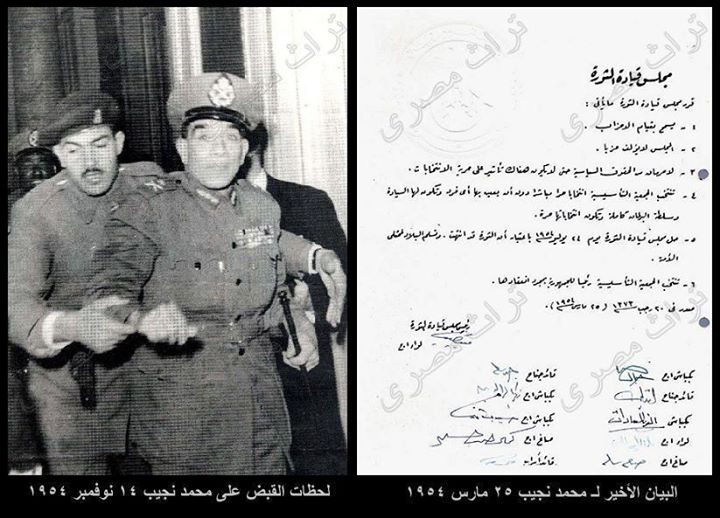
Última declaración escrita de Naguib antes de su derrocamiento y detención.

Además, aunque en los papeles Naguib aparecía como ejerciendo mucho poder, siendo simultáneamente presidente y primer ministro, su autoridad se veía reducida por el hecho de que necesitaba un voto mayoritario del consejo para cada decisión a tomar, y su opinión era a menudo ignorada.
Los cargos que ocupaba significaban que Naguib era responsable de las decisiones del gobierno, aun cuando raramente las apoyaba, y esto implica que se estaba transformando crecientemente en el títere de otros. Finalmente, Naguib presentó a Nasser, que tenía ahora el poder real en el consejo, un ultimátum: o bien se le daba poder real, o renunciaría. 
El 25 de febrero de 1954, el consejo anunció la renuncia de Naguib como presidente, diciendo que "reclamaba el poder absoluto, lo que no es aceptable". Protestas callejeras llevaron a Naguib de nuevo al poder al día siguiente, pero a pesar del apoyo de las masas y de su nuevo nombramiento, los días de Naguib en el poder estaban contados. Ya reinstalado como presidente el 26 de febrero, Nasser ahora pasó a ser primer ministro y jefe del consejo, transformándose el cargo de Naguib, por tanto, en ceremonial.
A fines de 1954, Naguib fue acusado por Nasser de apoyar a la facción islámica Hermanos Musulmanes, que había sido proscrita, y de abrigar ambiciones dictatoriales. Estalló una breve pugna entre Naguib y Nasser por el control del ejército y de Egipto. Venció este último; nueve meses después de su anterior renuncia, Naguib rehusó continuar la farsa, y en noviembre de 1954 renunció por última vez, en esta ocasión para pasar a una vida de desposesión y olvido.

## Pospresidencia

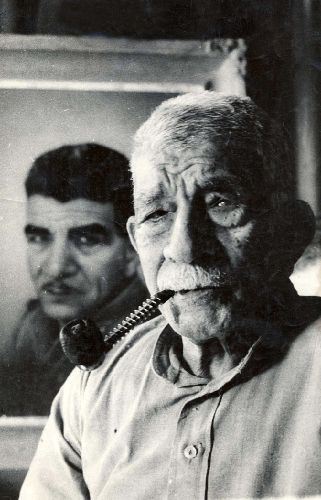
Naguib poco antes de su muerte.

A continuación de su renuncia, Naguib fue aislado por el presidente Nasser en una casa de campo propiedad de Zienab Al-Wakiel, esposa de Mustafa an-Nahhas Pasha, ex primer ministro de Egipto. Naguib fue liberado de su aislamiento en 1972 por el presidente Anwar el Sadat. Murió en 1984 y tuvo un funeral militar al que asistió el presidente Hosni Mubarak. Ese mismo año, se publicaron sus memorias bajo el título "Yo fui presidente de Egipto", siendo reimpresas varias veces. Tras su muerte, en un tímido homenaje, una estación de Metro fue bautizada con su nombre en El Cairo.
En 2013 se le concedió la Orden del Nilo, el más alto honor del Estado, por parte del presidente interino Adly Mansur. La recibieron sus herederos.